# Inder Singh
Inder Singh (né le 23 décembre 1943 à Phagwara dans le Pendjab) est un ancien joueur et directeur sportif de football indien.
Il est connu pour avoir reçu le trophée du Prix Arjuna en 1969, pour sa contribution au football indien.

## Palmarès
- Meilleur buteur de la coupe d'Asie des nations de football 1964
- Prix Arjuna, 1969
- Delhi Sports Journalists Association, 1974
- 2003 Prix "Fierté de Phagwara", 2003